# Henk van Gemert
Hendricus Jacobus van Gemert (Amsterdam, 16 maart 1913 - aldaar, 2002) was een Nederlands kunstschilder.

## Leven en werk
Henk van Gemert was vier jaar toen zijn vader overleed. Het was Van Gemerts pleegvader, de Amsterdamse lithograaf De Munter, die in zijn pleegzoon al vroeg de aanleg tot tekenen ontdekte. De Munter hielp hem zijn talent te ontwikkelen tot hij ongeveer zestien jaar was. Zijn moeder stimuleerde hem echter om toch maar een kantoorbaan te zoeken maar dit was slechts van korte duur.
Hierna werkte Van Gemert bij het Amsterdamse grafisch bedrijf Van Leer & Co. Hij klom hier op tot afdelingschef en leerde er verschillende grafische technieken. Dit zou hem later, als kunstenaar, goed van pas komen. Toen brak de oorlog uit en het bedrijf kreeg geen opdrachten meer en Van Gemert stond op straat. Vanaf dat moment begon hij serieus te schilderen.
Van Gemert reisde veel naar Limburg om daar, in de omgeving van Maastricht, de schilderachtige landschappen op het doek te zetten. De doeken werden regelmatig geëxposeerd in Amsterdam en Den Haag tot de Duitser Hermann Göring een werk kocht. Göring was, evenals Hitler, verzot op kunst en al vrij snel daarna kreeg Van Gemert een uitnodiging om zich aan te sluiten bij de Kultuurkamer. Kunstenaars die hier lid van waren genoten privileges van de Duitsers. 
Van Gemert besloot de uitnodiging af te slaan en dook onder in Hotel Kasteel Geulzicht in Berg en Terblijt bij Valkenburg. Het kasteel fungeerde toen als hotel en Van Gemert ruilde zijn schilderijen voor brood en onderdak voor hemzelf, zijn vrouw Gonda en hun inmiddels geboren dochtertje. Tezelfdertijd was het kasteel gedeeltelijk geconfisqueerd door een aantal Duitse officieren als commandopost. Toenmalige eigenaar van Geulzicht was de heer Weinberg, ook wel “Ome Joep” genoemd.
De laatste twee jaar van de oorlog kreeg Van Gemert contact met Karel Appel. Ze hadden een gezamenlijk atelier aan de Zwanenburgwal te Amsterdam. Appel schilderde toen nog voornamelijk naturalistisch.
Aan het eind van de oorlog gaat Henk wonen in kasteel Weerdenstein aan de Vecht. Henk raakt bevriend met de De Jong, die zelf ook schilderde en eigenaar was van het kasteel. 
Direct na de oorlog zijn Van Gemert en De Jong samen naar het zuiden getrokken. Ze zijn een klein jaar op reis geweest en na een eerste oponthoud in Brussel trokken ze verder naar Aix-en-Provence in Zuid-Frankrijk. Onderweg werd er geschilderd en de doeken werden geruild voor eten en onderdak. Er is behoorlijk wat geschilderd tussen Marseille en Toulon. 
In 1947 heeft Van Gemert, op eigen kosten, een expositie georganiseerd in Parijs (Rue de St. Phillip du Roule). Het werd geen succes.
Van Gemert is later diverse malen teruggeweest naar Frankrijk en combineerde zijn werk als kunstenaar met een parttimejob in dienst van het Rijks- en Stedelijk museum te Amsterdam en wel als rondleider.
In 1957 kreeg Van Gemert contact met de zogenaamde Zuid-Europa Stichting. Dit was een van de eerste reisbureaus. Van Gemert deed de publiciteit en al snel ging hij mee op reis. Gedurende deze tijd bezocht Van Gemert veel Zuid-Europese landen en schilderde ook aldaar.
In 1966, Van Gemert had inmiddels zijn derde vrouw, trok hij voorgoed naar Frankrijk. Hij kocht een bouwvallig kasteel te Chomérac in de Ardèche. Naast de restauratie van het kasteel schilderde Van Gemert en richtte hij ook een regionale kunstenaarsvereniging op (Arc Rochechauve Chomérac). Regelmatig werden daar exposities gehouden.
In 1982 vertrok Van Gemert naar Zuid-Spanje en vestigde zich daar in La Coveta Fuma. De stijl van werken veranderde totaal. Ook daar was de productie hoog en werd er regelmatig geëxposeerd.
In de jaren 90 trouwde Van Gemert opnieuw. Hij overleed in Amsterdam in 2002.

## Het werk
Het werk van Henk van Gemert beslaat in feite een viertal periodes:
1. De Nederlandse periode (1940-1947)
2. De Zuid-Europese periode (1947-1960)
3. De Franse periode (1966- 1980)
4. De Spaanse periode (1982-1998)

Het werk ontwikkelde zich van figuratief expressionistisch tot het kleurenexplosief van de latere jaren. Zijn werk wordt gekarakteriseerd door een onbezorgde sfeer, picturale durf en schildervakmanschap.

## Exposities
- 1940 eerste individuele expositie te Den Haag
- 1942 ondergedoken in Kasteel Geulzicht bij Maastricht
- 1944 expositie in Maastricht
- 1946 collectieve tentoonstelling met De Onafhankelijken in het Stedelijk Museum te Amsterdam
- 1947 expositie in Museum Fodor te Amsterdam. Maakt een reis naar Frankrijk en schildert in de Provence
- 1948 expositie in Parijs
- 1949 medeoprichter van de groep "Stuwing", een afscheiding van De Onafhankelijken
- 1950 collectieve expositie in het Stedelijk Museum te Amsterdam
- 1952 reis naar Marokko
- 1954 reizen naar Andalusië en Portugal
- 1957 reizen naar Joegoslavië en Italië. Expositie in de stad Luxemburg
- 1965 aankoop Kasteel "Vaneille" in de Ardèche
- 1967 expositie met de groep "Arc" in Privas (Ardèche)
- 1982 vestiging in Zuid Spanje
- 1986 individuele expositie Ciudad Patricia in Spanje
- 1988 lid van de Spaanse associatie voor kunstenaars
- 1988 individuele expositie Alicante
- 1989 expositie Madrid Salon de Bellas Artes
- 1990 collectieve expositie Luchon , Frankrijk
- 1991 1e prijs Salon Galerie d'Art Espace Berger, Luchon, Frankrijk
- 1992 diverse exposities in Spanje en Frankrijk
- 1993 expositie Moskou en Parijs
- 1994 expositie Den Blankenburgh. Nederland
- 1996 expositie in Maastricht